# Kamenice nad Lipou
Pour les articles homonymes, voir Kamenice.
Kamenice nad Lipou (en allemand : Kamnitz an der Linde) est une ville du district de Pelhřimov, dans la région de Vysočina, en République tchèque. Sa population s'élevait à 3 720 habitants en 2023.

## Géographie
Kamenice nad Lipou se trouve à 18 km au sud-ouest de Pelhřimov, à 39 km à l'ouest-sud-ouest de Jihlava à 98 km au sud-est de Prague.
La commune est limitée par Těmice et Střítež au nord, par Častrov, Lhota-Vlasenice et Rodinov à l'est, par Žďár et Vlčetínec au sud et par Včelnička à l'ouest.

## Histoire
La première mention écrite de la localité date de 1248.

## Administration
La commune se compose de huit sections :
- Kamenice nad Lipou
- Antonka
- Březí
- Gabrielka
- Johanka
- Nová Ves
- Pravíkov
- Vodná

## Personnalités
- Tomas Sivok, footballeur tchèque

## Transports
Par la route, Kamenice nad Lipou se trouve à 20 km de Pelhřimov, à 45 km de Jihlava à 113 km de Prague.